# Xavier Patiño
Xavier Patiño Balda (Guayaquil, 1961) es un pintor y escultor ecuatoriano.
Estudió en la Escuela de Bellas Artes y se graduó como licenciado de Artes Plásticas en la Universidad de Especialidades Espíritu Santo (UEES). Fue profesor de Diseño Gráfico en la Escuela Superior Politécnica del Litoral y luego fundador y rector del Instituto Tecnológico de Artes del Ecuador (ITAE).
Junto con los artistas Jorge Velarde, Marcos Restrepo, Paco Cuesta, Marco Alvarado y Flavio Álava conformó la agrupación artística La Artefactoría.
Fue maestro de la artista Pamela Hurtado, con quien eventualmente contrajo matrimonio.